# Etroplus
Etroplus — невеликий рід риб родини цихлові, що налічує лише три
 види. Вони живуть у південній Індії та Шрі-Ланці, і є там єдиними представниками своєї родини.
Їх найближчими родичами є види роду Paretroplus, які живуть на Мадагаскарі. Ці дві еволюційні лінії розділилися вже в мезозої, оскільки Мадагаскар і Індійська плита роз'єдналися в кінці крейдяного періоду (Sparks, 2004).

## Види
- Etroplus canarensis Day 1877
- Etroplus maculatus (Bloch 1795) — англ. Orange chromide — оранжева цихліда, нім. Indischer Buntbarsch — індійська цихліда, рос. Пятнистый этроплюс — плямистий етроплюс
- Etroplus suratensis (Bloch 1790) — названа на честь індійського міста Сурат на узбережжі Аравійського моря, англ. Green chromide — зелена цихліда, нім. Gestreifter Buntbarsch — смугаста цихліда